# Neolecta flavovirescens
Neolecta flavovirescens är en svampart som beskrevs av Speg. 1881. Neolecta flavovirescens ingår i släktet Neolecta och familjen Neolectaceae.   Inga underarter finns listade i Catalogue of Life.